# Hanno (cráter)

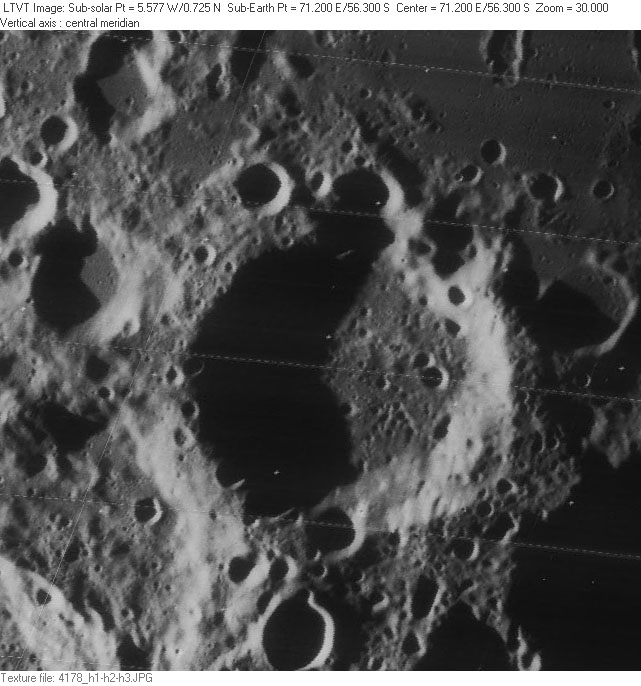
Fotografía de la misión Lunar Orbiter 4 (1967)

Hanno es un cráter de impacto que se encuentra cerca de la extremidad sureste de la Luna, situado el borde occidental del Mare Australe. A una distancia de un diámetro del cráter hacia el suroeste se halla el prominente cráter Pontécoulant.
Se trata de una formación muy degastada, con un borde exterior que ha sido muy erosionado por una serie de sucesivos pequeños impactos. Un cráter de menor tamaño se solapa con el borde de Hanno en su lado norte-noreste. Las paredes internas están marcadas casi sin excepción por pequeños impactos, y el suelo interior es relativamente nivelado, aunque presenta abundantes cráteres.

## Cráteres satélite
Por convención estos elementos se identifican en los mapas lunares colocando la letra en el lado del punto central del cráter más cercano a Hanno.
|       | \| Hanno \| Coordenadas \| Diámetro \| \| ----- \| ----------------------------- \| -------- \| \| A \| 53°24′S 63°12′E / -53.4, 63.2 \| 38 km \| \| B \| 52°36′S 68°36′E / -52.6, 68.6 \| 36 km \| \| C \| 55°54′S 68°54′E / -55.9, 68.9 \| 22 km \| \| D \| 59°06′S 78°18′E / -59.1, 78.3 \| 18 km \| \| E \| 59°18′S 73°00′E / -59.3, 73.0 \| 18 km \| \| F \| 52°18′S 68°12′E / -52.3, 68.2 \| 9 km \| \| G \| 58°00′S 70°36′E / -58.0, 70.6 \| 16 km \| \| H \| 57°36′S 74°24′E / -57.6, 74.4 \| 57 km \| \| K \| 53°30′S 76°54′E / -53.5, 76.9 \| 25 km \| \| W \| 54°36′S 60°06′E / -54.6, 60.1 \| 10 km \| \| X \| 55°18′S 67°42′E / -55.3, 67.7 \| 13 km \| \| Y \| 55°18′S 66°00′E / -55.3, 66.0 \| 8 km \| \| Z \| 55°06′S 65°06′E / -55.1, 65.1 \| 10 km \| |          |
| Hanno | Coordenadas | Diámetro |
| A     | 53°24′S 63°12′E / -53.4, 63.2 | 38 km    |
| B     | 52°36′S 68°36′E / -52.6, 68.6 | 36 km    |
| C     | 55°54′S 68°54′E / -55.9, 68.9 | 22 km    |
| D     | 59°06′S 78°18′E / -59.1, 78.3 | 18 km    |
| E     | 59°18′S 73°00′E / -59.3, 73.0 | 18 km    |
| F     | 52°18′S 68°12′E / -52.3, 68.2 | 9 km     |
| G     | 58°00′S 70°36′E / -58.0, 70.6 | 16 km    |
| H     | 57°36′S 74°24′E / -57.6, 74.4 | 57 km    |
| K     | 53°30′S 76°54′E / -53.5, 76.9 | 25 km    |
| W     | 54°36′S 60°06′E / -54.6, 60.1 | 10 km    |
| X     | 55°18′S 67°42′E / -55.3, 67.7 | 13 km    |
| Y     | 55°18′S 66°00′E / -55.3, 66.0 | 8 km     |
| Z     | 55°06′S 65°06′E / -55.1, 65.1 | 10 km    |